# Tutelina
Tutelina es un género de arañas araneomorfas de la familia Salticidae. Se encuentra en América.   

## Especies
Según The World Spider Catalog 12.5::
- Tutelina elegans (Hentz, 1846)
- Tutelina formicaria (Emerton, 1891)
- Tutelina harti (Peckham, 1891)
- Tutelina purpurina Mello-Leitão, 1948
- Tutelina rosenbergi Simon, 1901
- Tutelina similis (Banks, 1895)